# Святая Екатерина (картина)
«Святая Екатерина» — картина английского художника-прерафаэлита Данте Габриэля Россетти, созданная в 1857 году. На данный момент картина находится в собрании галереи Тейт.
Образ святой Екатерины не раз приковывал внимание Россетти; так, ещё в 1849 году он написал о ней сонет. «Святая Екатерина» стала практически единственной полноценной законченной работой Россетти, написанной маслом в этот период: в это время период художник предпочитал работать акварелью, создавая и продавая множество работ в этой технике. На этой картине изображены художник и натурщица, позирующая в роли святой Екатерины. Женщина держит в руках пальмовую ветвь — символ мученичества — и колесо — инструмент пытки, на котором она была убита (в английском языке существует оно так и именуется Catherine wheel). На заднем плане помощники художника делают эскиз образа святого Себастьяна, чья мученическая судьба схожа с Екатериной. Яркие сияющие цвета картины и сжатое пространство напоминают собой иллюстрации средневековых манускриптов и витражи.
Натурщицей для картины стала супруга художника Элизабет Сиддал. «Святая Екатерина» была создана по заказу критика Джона Рёскина, однако позже он отказался от неё. В письмах, адресованных Россетти, сначала он просит закончить работу как можно скорее и обещает заплатить за неё наличными, а в более позднем письме охарактеризовал картину в целом как «нелепость», а фигуру святой Екатерины «жёсткой и глупой». Брат художника,  Уильям Майкл Россетти, предполагал, что Рёскин мог быть недоволен тем, что костюм художника слишком нарядный и не похож на то, что он надел бы для работы, а также то, что критик заинтересовался другой работой Россетти, где была изображена Мария Магдалина, и отказался от «Святой Екатерины» в пользу этой работы.